# Francisco R. Almada
Francisco R. Almada (Chínipas, Chihuahua; 4 de octubre de 1896-Chihuahua, Chihuahua; 3 de junio de 1989) fue un maestro, investigador, historiador y político mexicano, gobernador de Chihuahua en dos ocasiones.

## Carrera
Originario de la Villa de Chínipas, hoy llamada Chínipas de Almada en su honor, donde realizó sus primeros estudios, al trabajar como ayudante en la escuela primaria donde el mismo había estudiado fue que decidió estudiar la profesión de maestro, al culminar su carrera inició sus actividades docentes como maestro rural en Masiaca, Sonora, pero posteriormente y a la edad de 20 años fue nombrado Director de la Escuela de Chínipas, con posterioridad llegaría a ocupar los cargos de Secretario de la Comisión de Educación, Jefe del Departamento de Educación Pública de Chihuahua y Vicepresidencia del Consejo Estatal de Alfabetización. 

## Presidente municipal y diputado
Se desarrolló en actividades políticas que lo llevaron a ser en tres ocasiones presidente municipal de Chínipas, todas entre 1918 y 1920, fue tres veces Diputado al Congreso de Chihuahua, de 1922 a 1924, de 1928 a 1930 y de 1947 a 1950 y diputado federal en dos, a la XXXIII Legislatura de 1928 a 1930 y reelecto para la XXXIV Legislatura de 1930 a 1932; cuando existía la reelección inmediata de los diputados federales.

## Gobernador
Nombrado Gobernador por el Congreso de Chihuahua el 3 de julio de 1929, con carácter de interino para suplir la licencia concedida al titular Luis L. León, que se reintegró a sus funciones el 9 de noviembre del mismo año, sin embargo el 6 de diciembre siguiente volvió a solicitar licencia, esta vez con carácter indefinido, por lo que Francisco R. Almada volvió a ser nombrado Gobernador, esta vez provisional, y desempeñó el cargo hasta el 15 de julio de 1930. Posteriormente fue Juez del Registro Civil, Director del Museo Regional y Jefe del Departamento de Estudios Históricos de la Universidad Autónoma de Chihuahua.

## Académico e investigador
Fue fundador y Presidente de la Sociedad Chihuahuense de Estudios Históricos, fue un asiduo investigador y escritor, al cual se le deben varias obras sobre la historia y la geografía de Chihuaua y de otros estados del país. Fue miembro correspondiente de la Academia Mexicana de la Lengua, de la Sociedad Mexicana de Geografía y Estadística y de la Academia Mexicana de la Historia en donde fue titular del sillón 15 de 1963 a 1989. Su obra de historia de Chihuahua ha sido impugnada por investigadores contemporáneos debido a la falta de fuentes del autor y a la duda del origen de sus escritos pues al parecer, debido a la diversidad de estilo, parece indicar es autoría de varias personas que colaboraron con el exgobernador Almada en la redacción de los textos. Nuevas investigaciones, fundamentadas con fuentes de primera mano, desmienten varias de las propuestas históricas de Almada sobre la historia del estado de Chihuahua, incluso en medios académicos se cuestiona al citar como fuente certera sus obras. Fue acusado de saquear archivos locales y no ofrecer fuentes de sus obras, las cuales no fueron totalmente obra suya, sino compilación de trabajos y escritos de otros, publicados con su nombre.

## Obras publicadas
- Diccionario de historia, geografía y biografía chihuahuenses, 1927.
- Diccionario de historia, biografía y geografía del estado de Colima, 1939.
- Fragmentos sueltos, 1941.
- La imprenta y el periodismo en Chihuahua, 1943
- Historia de la Villa de Meoqui, 1945
- Gobernantes del Estado de Chihuahua, 1951
- Diccionario de Historia, Biografía y Geografía sonorenses, 1952.
- Hombres de Nuevo León y Coahuila en la defensa de Puebla y prisioneros en Francia en 1862, 1962.
- La revolución en el estado de Chihuahua, 1965.
- La revolución en el estado de Sonora, 1971.
- La invasión de los filibusteros de Crabb al estado de Sonora, 1973.